# 伊號第三百六十九潛艦
伊号第三六九潜水艦（いごうだいさんびゃくろくじゅうくせんすいかん）是大日本帝国海军的一艘潜水艇。伊三六一型潜水艦的9号艦。在横須賀迎来战争终结，后被美軍接收。

## 艦歷
- 1942年 “改マル5计划”第5469号艦
- 1943年9月1日 横須賀海軍工廠开工
- 1944年3月9日 下水
  - 10月9日 竣工，船籍编入佐世保鎮守府
  - 12月15日 编入第7潜水战隊
- 1945年1月21日 自横須賀出发前往南鳥島执行运输任務
  - 3月12日 自横須賀出发前往父島执行运输任務
  - 3月21日 回到横須賀揮発油補給搭載工事
  - 4月16日 自横須賀出发前往楚克岛、沃莱艾环礁执行运输任務
  - 5月24日 回到横須賀
  - 5月25日 在横須賀工廠開始航空揮発油搭載工作，在工程进行中迎来战争的终结
  - 9月15日 除籍，被美軍接收

## 歴代艦長
1. 松島茂雄大尉（1944年10月9日-）
2. 中島万里大尉（1945年3月25日-）